# Найгірше Різдво Сердитого Кота
Найгірше Різдво Сердитого Кота (англ. Grumpy Cat's Worst Christmas Ever) — американський різдвяний телефільм 2014 року, головну роль у якому грає інтернет зірка Ґрампі Кет.

## Сюжет
Ґрампі Кет — самотня і буркотлива кішка, що живе в зоомагазині, який планують закрити. Вона ображена на те, що її постійно не помічають в магазині, але з подивом виявляє, що може спілкуватися з Крістал, такою ж самотньою 12-річною дівчинкою, яка шокована тим, що Ґрампі Кет вміє «розмовляти». Спочатку вони ворогують, але згодом починають дружити, особливо після того, як з зоомагазину викрадають дорогу собаку породи Леонбергер.

## У ролях
| Актор           | Роль                            |
| --------------- | ------------------------------- |
| Ґрампі Кет      | сама себе                       |
| Обрі Плаза      | сама себе, озвучення Ґрампі Кет |
| Меган Шарпентьє | Крістал                         |
| Деніел Робак    | Джордж                          |
| Рассел Пітерс   | Санта Клаус                     |
| Шона Йоганнесен | Теббі                           |
| Девід Льюїс     | Маркус Кребтрі                  |
| Тайлер Джонстон | Гілл Брокман                    |
| Еван Тодд       | Зак                             |
| Джей Бразо      | Роджер                          |